# Michael Lucas
Andrei Lvovich Treivas (em russo:   Андрей Львович Трейвас), mais conhecido como Michael Lucas (Moscovo, Rússia, 10 de março de 1972), é um ator pornográfico, diretor, colunista, fundador e diretor executivo da Lucas Entertainment, maior estúdio pornográfico gay de Nova Iorque, e ativista dos direitos LGBT. Em 2004, Lucas foi empossado como cidadão dos Estados Unidos, em Nova Iorque, cidade onde atualmente vive.
A revista The New Republic apelidou Lucas de "chefão do porno gay", e a mídia de Nova Iorque, chama-o de "Leão do Chelsea" e "último magnata da pornografia novaiorquina". Ele afirma que o filme Michael Lucas' La Dolce Vita é o mais caro da indústria pornográfica gay, tendo um orçamento de US$ 250.000 e a participação de várias celebridades, como cameos. Em 2009, o ator entrou para o Hall da Fama do GayVN. E, foi incluído na lista de pessoas mais poderosas de Nova Iorque, pela revista que leva o nome da cidade, pois, tivera chegado a pouco tempo à cidade e já teve grande crescimento.
Michael Lucas é conhecido por sua luta pelos direitos dos gays e, por diversas campanhas e críticas realizada e patrocinadas por ele contra o uso de drogas, o perigo da relação sexual sem uso de preservativos na comunidade gay. Essas ações, levou Harvey Fierstein, entrevistá-lo para a The Advocate. Durante sua vida, Lucas teve que conviver cedo com o antisemitismo na União Soviética, o que levou a formar um forte laço com a cultura judaica do estados de Israel. Esta "conexão" foi a base para uma visão do mundo, que grande polêmica e discussão. Sua coluna para o New York Blade, desencadeou debates entre judeus haredi e islâmicos no campus da Universidade de Stanford, em Fevereiro de 2008, quando Lucas foi convidado à palestrar para alunos. Em 2010, Peter Tatchell, Sue Sanders e Lucas participaram de um debate na Universidade de Oxford sobre o movimento gay e os valores da família.
Em 2009, Lucas lançou o filme Men of Israel, que é considerado por ele o mais importante de sua carreira. Críticos de diversos jornais e revistas, como a The Atlantic, Out Magazine e Yediot Aharonot, falaram que o filme é um marco para as produções pornográficas, pois, é a única em que todos os atores são israelenses.